# نهر مغا
مْغا ((بالروسية: Мга)‏) هو نهر يقع في مقاطعة كيروفسكي (لينينغراد أوبلاست) ومقاطعة توسنينسكي في لينينغراد أوبلاست شمالي غربي روسيا. وهو رافد أيسر لنهر نيفا.تقع المناطق الحضرية في كلٍ من مقاطعات مغا وبافلوفو على ضفاف النهر، يبلغ طول نهر مغا 93 كيلومتر (58 ميل)، ومساحة حوضه 754 كيلومتر مربع (291 ميل2). أما روافده الرئيسية فهي نهر بيروزوفكا (يميناً) وفويتولوفكا (يساراً).
ينبع نهر مغا من المستنقعات في الجزء الجنوبي الشرقي من مقاطعة كيروفسكي. يتدفق النهر إلى الجنوب الغربي، ويصل إلى الحدود بين مقاطعتي كيروفسكي وتوسنينسكي، ثم يتحول إلى الشمال الغربي، ويشكل امتداده حدود المقاطعة. يغادر النهر حدود المنطقة بدءاً من شمال قرية ييرزونوفو ويعود إلى منطقة كيروفسكي. يمر النهر بمنطقة مْغا الحضرية وله مصب في الجزء الشرقي من مستوطنة بافلوفو الحضرية.
يشمل حوض تصريف نهر مْغا مناطق في الجزء الجنوبي الشرقي من مقاطعة كيروفسكي وفي الجزء الشرقي من منطقة توسنينسكي.